# Wohn- und Wirtschaftsgebäude Feldstraße 6 (Bassum)
Das Wohn- und Wirtschaftsgebäude Feldstraße 6 in Bassum-Groß Bramstedt wurde 1820 gebaut. Es wird heute als Wohnhaus und christliches Zentrum genutzt.
Das Gebäude ist ein Baudenkmal in Bassum.

## Geschichte
Das eingeschossige Gebäude in Fachwerk mit Steinausfachungen und Krüppelwalmdach wurde 1820 für die Familie Bäucke (Inschrift) gebaut.
Zum Hof gehören weitere vier nicht denkmalgeschützte Nebengebäude. Bis 2014 wurde die Gebäudegruppe als Bauernhof genutzt. Danach wurde es für ein christliches Zentrum und ihre Wohngemeinschaft umgebaut.